# Radersburg (Montana)
Radersburg es un lugar designado por el censo ubicado en el condado de Broadwater en el estado estadounidense de Montana. En el Censo de 2010 tenía una población de 66 habitantes y una densidad poblacional de 101,52 personas por km².

## Geografía
Radersburg se encuentra ubicado en las coordenadas 46°11′47″N 111°37′53″O / 46.19639, -111.63139. Según la Oficina del Censo de los Estados Unidos, Radersburg tiene una superficie total de 0.65 km², de la cual 0.65 km² corresponden a tierra firme y (0%) 0 km² es agua.

## Demografía
Según el censo de 2010, había 66 personas residiendo en Radersburg. La densidad de población era de 101,52 hab./km². De los 66 habitantes, Radersburg estaba compuesto por el 96.97% blancos, el 0% eran afroamericanos, el 3.03% eran amerindios, el 0% eran asiáticos, el 0% eran isleños del Pacífico, el 0% eran de otras razas y el 0% pertenecían a dos o más razas. Del total de la población el 1.52% eran hispanos o latinos de cualquier raza.